# Charmadas
Charmadas, (ou Charmides; 164/3-c. 95 a.C.) foi um filósofo  Acadêmico  e discípulo de  Clitômaco na  Academia em Atenas. Era um amigo e companheiro (tinha sido o aluno) de Fílon de Larissa. Ensinou em Atenas em 110 a.C. e foi claramente um filósofo importante. Ele tem influência até 103 a.C., mesmo falecendo em 91 a.C. Cícero nos diz que Charmadas era notável por sua eloqüência e pela grande extensão de sua memória. Suas opiniões filosóficas foram, sem dúvida, semelhante às de Fílon.